# 阿端衛

明朝関西八衛（1436年）

阿端衛（あたんえい）は、河西回廊に明朝が設置した羈縻衛所の一つで、現在の中華人民共和国甘粛省・青海省・新疆ウイグル自治区の境界線上に位置していた。阿端衛はチャガタイ系安定王家を戴く安定衛から派生した衛所であり、時代によって安定衛との統廃合が行われたが、最終的に正統年間に廃止された。

## 概要
阿端衛の設置された土地はサリク・ウイグル（現代のユグル族）と呼ばれる民族が住む一帯であり、元代より続くチャガタイ系安定王家の勢力圏であった。洪武7年（1374年）、安定王ブヤン・テムルは明朝に使者を派遣して明朝の冊封を受け、阿端方面の酋長もまた銅印を支給された。洪武8年（1375年）、ブヤン・テムルは再び使者を明朝に派遣して明朝の官職を授けるよう請願し、これを受けて洪武帝は安定衛・阿端衛を設置した。しかし洪武10年（1377年）には安定衛のブヤン・テムルとその息子が曲先衛の者達に殺されるという事件が起き、その後も番将ドルジバルがこの一帯を転戦したためサリク・ウイグル地方は荒廃し、阿端衛は一時敗廃止されるに至った。
永楽4年、阿端方面の頭目小薛忽魯札は明朝に来朝して阿端衛の復活を請願し、永楽帝はこれを許してソセ・クルジャ（小薛忽魯札）を阿端衛指揮僉事に任じた。
宣徳年間、阿端衛指揮僉事のスルタン（瑣魯丹）は曲先衛の散即思による叛乱に荷担したため、明朝の報復を恐れて源住地を逃れ、生業に復帰することが出来ない状況にあった。そこで宣徳6年（1431年）、鎮守西寧都督の史昭は瑣魯丹が曲先衛の叛乱に荷担したのは散即思の脅迫によるやむを得ない事であったとして、改めて阿端衛を招撫すべしと上奏し、宣徳帝はこれに従った。
このため、宣徳7年（1432年）に阿端衛の指揮同知真只罕は安定王亦攀丹とともに使者を明朝に派遣し、これを喜んだ宣徳帝はジェンジカン（真只罕）を阿端衛指揮僉事とし、卜答兀にこれを補佐させた。明朝の招撫を受けた真只罕は阿端衛の旧城は中央アジアとの境界線に近く、明朝に朝貢するのに難儀なため、本土に移住することを請願した。宣徳帝はこの請願に従い、印を支給し璽書を真只罕に賜った。これ以後、阿端衛は指揮同知ジェンジカンや指揮卜答虎らが屡々明朝に朝貢使を派遣するようになった。
正統元年（1436年）、阿端地方の頭目シャー・ハサン・ミルザ（捨哈三米児咱）は使臣としてウマル（兀馬児沙）ら30人を明朝に派遣したが、道中で罕東頭目の可児即らによって掠奪を受け、亦的力思ら9人のみが逃れて北京に辿り着くという事件が起こった。そこで明朝は沙州衛都督僉事困即来と罕東衛指揮僉事可児即らに掠奪した物品を返還するよう勅諭し、困即来はこの後使者を護送して派遣するようになった。
正統2年（1437年）、阿端地方の頭目サラムシャー・ミルザ（撒剌馬沙米児咱）はティムール朝などの西方の諸勢力と共に使者を派遣し、明朝より返礼として下賜品を与えられた。正統8年（1443年）には阿端衛指揮同知の準者罕が昇格して指揮使とされた。
正統10年（1445年）、阿端地方の頭目ババジ（把把竹）・バヤジット（拝牙即）らは敏阿禿失保丁らを明朝に派遣し、明朝より下賜品を与えられた。
正統年間末期には明朝とエセン・タイシ率いるドルベン・オイラトとの抗争が激しくなり、正統12年（1447年）には阿端を含む河西地方から軍馬が徴集された。正統13年（1448年）には阿端を含む河西地方はオイラトの支配下に入り、阿端地方からはバイランシャ（伯藍舎）やホージャ・マフムード（火者馬黒麻）らがオイラトと共同で使者を明朝に派遣するようになった。この頃に「阿端衛」は完全に解体されたようで、この後復活することはなかった。

## 阿端地方統治者

### バイダカン安定王家
1. バイダカン（Baidaqan、拝答寒/Bāīdaghānبایدغان）
2. 安定王トガン（Toγan、安定王脱歓/Ṭūghānطوغان）
3. 安定王ドルジバル（Dorǰibar、安定王朶児只班）
4. 安定王ブヤン・テムル（Buyan Temür、安定王卜煙帖木児）

### 阿端衛統治者
1. 阿端衛指揮僉事ソセ・クルジャ（小薛忽魯札）
2. 阿端衛指揮僉事スルタン（瑣魯丹）
3. 阿端衛指揮同知ジェンジカン（真只罕/準者罕）

### 阿端地方頭目
1. シャー・ハサン・ミルザ（捨哈三米児咱）
2. サラムシャー・ミルザ（撒剌馬沙米児咱）
3. ババジ（把把竹）
4. バヤジット（拝牙即）
5. バイランシャ（伯藍舎）
6. ホージャ・マフムード（火者馬黒麻）